# جوشوا إبرامز
جوشوا إبرامز (بالإنجليزية: Joshua Abrams)‏ هو لاعب كرة قدم أمريكية ولاعب كرة قدم كندية أمريكي، ولد في 18 يناير 1986.

## وصلات خارجية
- جوشوا إبرامز على موقع JustSportsStats.com (الإنجليزية)